# سرجا تريفكوفيتش
سرجا تريفكوفيتش (من مواليد 19 يوليو 1954) هو صحفي وسياسي ومؤرخ صربي أمريكي.
هو محرر للشؤون الخارجية في مجلة كرونيكلز المحافظة القديمة. كان مدير لمركز الشؤون الدولية في معهد روكفورد حتى استقالته في 31 ديسمبر 2008. كان تريفكوفيتش متحدث غير رسمي لحكومة جمهورية صرب البوسنة في التسعينيات ومستشار سابق للرئيس الصربي فويسلاف كوشتونيكا ورئيسة جمهورية صرب البوسنة بيليانا بلافسيك.
تريفكوفيتش هو مؤلف العديد من الكتب من بينها سيف النبي وهو كتاب عن تاريخ ومذاهب وتأثير الإسلام على العالم. يعلق على سياسة البلقان وهو كاتب عمود منتظم في العديد من المنشورات المحافظة في الولايات المتحدة. يجادل تريفكوفيتش بأن التفسير المقبول للإبادة الجماعية في سريبرينيتشا هو «أسطورة تقوم على كذبة».

## السيرة الشخصية
حصل تريفكوفيتش على درجة البكالوريوس (مع مرتبة الشرف) في العلاقات الدولية من جامعة ساسكس عام 1977 وأخرى في العلوم السياسية من جامعة زغرب عام 1987. ومنذ عام 1990 حصل على درجة الدكتوراه في التاريخ الحديث من جامعة ساوثهامبتون وفي 1991-1992 تابع أبحاث ما بعد الدكتوراه في منحة الباب الثامن من وزارة الخارجية الأمريكية بصفته باحث زائر في معهد هوفر في كاليفورنيا.
ابتداء من عام 1980 عمل مذيع إذاعي في الإذاعات العالمية لهيئة الإذاعة البريطانية وصوت أمريكا وبعد ذلك كان مراسل يغطي جنوب شرق أوروبا لصالح يو إس نيوز آند وورد ريبورت وواشنطن تايمز وخلال ذلك الوقت كان محرر لمجلة بلغراد دوغا. في 1994-1995 عمل «كمتحدث غير رسمي» لحكومة صرب البوسنة والهرسك (بينما كان يفضل أن يصف نفسه بأنه «محلل شؤون البلقان له صلات وثيقة مع صرب البوسنة والهرسك»). وقد نشر مقالات رأي وتعليقات في ذا تايمز وسان فرانسيسكو كرونيكل وأمريكان كونسيرفتيف وفيلادلفيا انكوايرر وألترنتف رايت. كان معلق في العديد من البرامج التلفزيونية والإذاعية الوطنية والدولية بما في ذلك إم إس إن بي سي وسي إن إن وسي إن إن انترناشيونال وسكاي نيوز وراديو بي بي سي 4 والإذاعات العالمية لهيئة الإذاعة البريطانية وهيئة الإذاعة الكندية. وقد ساهم في صحيفة ليبرتي الصادرة عن مجلس الدفاع الوطني الصربي الأمريكي.
كان أستاذ مساعد في جامعة سانت توماس في هيوستن في تكساس (1996-1997) وفي أغسطس 1997 انضم إلى هيئة التدريس في كلية روز هيل في أيكن في ساوث كارولينا. عمل كممثل غير رسمي لجمهورية صرب البوسنة في لندن.
في فبراير 2000 أدلى بشهادته أمام مجلس العموم الكندي حول الوضع في البلقان. في يوليو 2000 شارك في جلسة إعلامية بالكونغرس نظمها النائب دينيس كوسينيتش.
في مارس 2003 أدلى بشهادته كشاهد دفاع عن ميلومير ستاكيتش في محاكمته أمام المحكمة الجنائية الدولية ليوغوسلافيا السابقة. أدين ستاكيتش لاحقا بالإبادة والقتل والاضطهاد وحُكم عليه بالسجن 40 عام.
في يونيو 2006 كان واحد من بين عشرين شخص قدموا أعمال في ندوة حول الهولوكوست في يوغوسلافيا 1941-1945 نظمتها مؤسستان صربيتان وعقدت في مركز ياد فاشيم في القدس. في سبتمبر 2008 أدلى بشهادته كشاهد دفاع عن ليوبيشا بيرا في محاكمة بوبوفيتش. أُدين بيرا فيما بعد بارتكاب جرائم الإبادة الجماعية والإبادة والقتل والاضطهاد وحُكم عليه بالسجن مدى الحياة.
في أغسطس 2011 ردا على الادعاء بأن عمله ألهم القاتل النرويجي أندرس بيرينغ بريفيك رفض تريفكوفيتش فكرة أن عمله كان أساس لتصرفات هذا "المختل العقلي النرجسي" أكثر من "البيتلز الذي ألهمه" تشارلز مانسون".
في عام 2013 أدلى بشهادته نيابة عن رادوفان كاراديتش. نفى تريفكوفيتش كونه متحدث سابق باسم كاراديتش في وقت كان صحفي ومحلل يقدم تقارير عن أنشطة كاراديتش.
وهو أيضا أستاذ في كلية العلوم السياسية بجامعة بانيا لوكا في البوسنة والهرسك.

## الكتابات عن الإسلام
تريفكوفيتش هو مؤلف كتاب «سيف النبي: الدليل السياسي غير الصحيح للإسلام» وهو كتاب عن تاريخ الإسلام ومعتقداته يحدد صعود الأصولية الإسلامية باعتباره أكبر خطر على القيم الغربية منذ نهاية الحرب الباردة. وفقا لجيمس بيسيت السفير الكندي السابق في يوغوسلافيا والمساعد المقرب لتريفكوفيتش يرى تريفكوفيتش أن مصدر هذا التهديد في غياب الفصل بين الكنيسة والدولة في ظل الإسلام لأن الإسلام هو أسلوب حياة والمسلمون مطالبون بإخضاع أنفسهم إلى تعاليم الله والعيش كأعضاء في المجتمع الإسلامي بأكمله مما يدعو إلى التشكيك في قدرتهم على إعطاء ولائهم السياسي لدولة غير مسلمة. يعتبر تريفكوفيتش أن هذه قضية ذات أهمية خاصة لدول أوروبا الغربية التي يبلغ عدد سكانها أكثر من 50 مليون مسلم والولايات المتحدة (حوالي 3.3 مليون).

## المحاضرات

### مؤتمر الحفاظ على الحضارة الغربية
شارك تريفكوفيتش وكان أحد المتحدثين الرئيسيين في مؤتمر الحفاظ على الحضارة الغربية الذي نظمه الانفصالي الأبيض مايكل هارت الذي عقد في بالتيمور في عام 2009. وقد وُصف بأنه يعالج الحاجة إلى الدفاع عن «تراث أمريكا اليهودي المسيحي والهوية الأوروبية» وتضمنت المتحدثين مثل لورانس أوستر وبيتر بريميلو وستيفن فارون وجوليا جورين ولينو إيه جراجليا وهنري سي هاربيندينج وروجر دي ماكغراث وبات ريتشاردسون وجي فيليب راشتون وبريندا والكر.

## رفض الدخول إلى كندا
في فبراير 2011 رفضت السلطات الكندية السماح لتريفكوفيتش بدخول كندا لإلقاء خطاب في جامعة كولومبيا البريطانية في فانكوفر.
أفاد تريفكوفيتش في مجلة كرونيكلز أنه مُنع من الدخول إلى كندا في 24 فبراير 2011 بناء على أسس «كاذبة بشكل واضح وبأنه غير مقبول على أساس انتهاك حقوق الإنسان أو الحقوق الدولية لكونه مسؤول كبير محظور في خدمة حكومة في رأي الوزير وأنه متورط أو مشارك في أعمال إرهابية أو انتهاكات منهجية أو جسيمة لحقوق الإنسان أو إبادة جماعية أو جريمة حرب أو جريمة ضد الإنسانية بالمعنى المقصود في الأقسام الفرعية 6 (3) إلى (5) من الجرائم ضد قانون الإنسانية وجرائم الحرب».
ادعى أن «عدم مقبوليته» كانت بسبب اتصالاته بقادة صرب البوسنة والهرسك في أوائل التسعينيات لكنه زعم أن أسباب رفض السلطات الكندية لقبوله كانت «زائفة بشكل واضح» وأنهم في الواقع استسلموا لحملة مستوحاة من البوشناق ضده. زعم المعهد الكندي لبحوث الإبادة الجماعية أن تريفكوفيتش كان يروج للكراهية ومعاداة السامية وكراهية الإسلام واتهمه بإنكار مذبحة البوشناق في سريبرينيتشا في يوليو 1995 والتي وجدتها المحكمة الجنائية الدولية ليوغوسلافيا السابقة جريمة إبادة جماعية.

## المؤلفات
- «التنافس بين ألمانيا وإيطاليا في كرواتيا في الفترة 1942-1943». المجلة التاريخية. صحافة جامعة كامبرج. 36 (4): 879-904. ديسمبر 1993.
- أوستاشا: الانفصالية الكرواتية والسياسة الأوروبية، 1929-1945، لندن (1998)؛ ردمك 1-892478-00-5
- سيف النبي: الدليل الخاطئ سياسيا للإسلام: التاريخ، اللاهوت، التأثير على العالم، بوسطن، مطبعة ريجينا الأرثوذكسية (2002)؛ ردمك 1-928653-11-1
- هزيمة الجهاد: كيف يمكن كسب الحرب على الإرهاب على الرغم من أنفسنا، مطبعة ريجينا الأرثوذكسية (2006) ISBN 978-1928653264
- تاريخ المناظر الطبيعية: تاريخ الصرب في كرواتيا، سلافونيا ودالماتيا، مؤسسة لورد بايرون، (2010) ISBN 978-1892478108

## قائمة الأفلام
- وزن السلاسل (مقابلة وثائقية)
- الإسلام: ما يحتاج الغرب إلى معرفته